# Grupo Desportivo da Mealhada
O Grupo Desportivo da Mealhada é um clube desportivo profissional português, localizado na cidade da Mealhada, distrito de Aveiro. O referido clube foi fundado em 4 de abril de 1945 e na época de 2017/18, as camadas jovens participam no campeonato da 1ª divisão da Associação de futebol de Portugal. A equipa disputa os seus jogos no Estádio Municipal Dr. Américo Couto com capacidade para 3 500 espectadores.

## Futebol

### Histórico (inclui 07/08)
|                   | Nº Presenças | Títulos |
| ----------------- | ------------ | ------- |
| Temporadas na 1ª  | 0            |         |
| Temporadas na 2ª  | 0            |         |
| Temporadas na 2ªB | 4            |         |
| Temporadas na 3ª  | -            |         |
| Taça de Portugal  | -            |         |
| Taça da Liga      | 0            |         |

## Títulos
- 3 - AF Aveiro 1ª Divisão - 1953/54, 1968/69, 2004/05
- 1 - AF Aveiro Taça - 1995/96